# Villa Mauthe

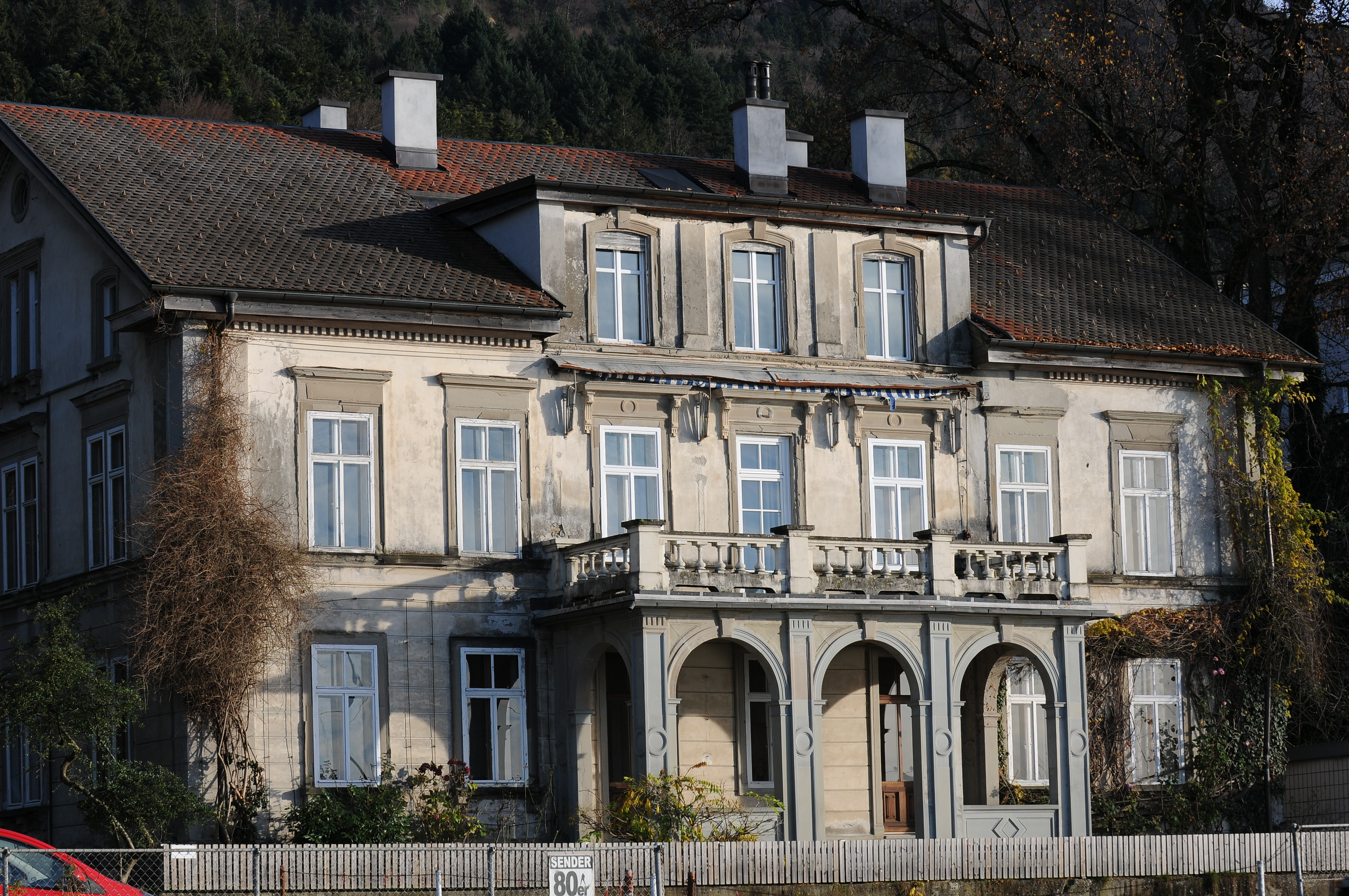
Villa Mauthe in Lochau am Fuße der Klause (Richtung Bregenz)

Die Villa Mauthe ist ein denkmalgeschütztes Objekt und steht am Fuße der Klause in Richtung Bregenz in der Gemeinde Lochau, Vorarlberg, Österreich auf etwa 400 m ü. A.

## Geschichte
Die Villa wurde 1875/1876 an Stelle eines landwirtschaftlichen Gebäudes errichtet. Bauherrin war Maria von Auersperg, die dieses Herrschaftshaus mit Ökonomiegebäude und Portierhäuschen errichten ließ. 1888 ging es in das Eigentum von Ernestine von Auersberg und Albert von Hohenlohe-Jagstberg über. Die Villa wurde dann 1896 vom Uhrenfabrikanten Friedrich Mauthe (1822 bis 1884) gekauft. Seit vielen Jahrzehnten wird das Haus als Wohn- und Geschäftshaus genutzt.

## Gebäude
Das Gebäude ist rechteckig und etwa 15 Meter hoch, 20 Meter lang und 13 Meter breit. Beim Gebäude handelt es sich um ein freistehendes zweigeschoßiges, beige verputztes Objekt mit einem mit Biberschwanzziegeln gedeckten Satteldach und mit straßenseitiger Dachgaupe und dahinterliegender Mansarde mit drei nebeneinander liegenden Fenstern. Die Fenster sind frontseitig auf sieben Achsen aufgeteilt und es finden sich an den Gebäudekanten Eckpilaster sowie am ganzen Gebäude weitere Pilaster mit einfachen Zierkreisen und vertieften Zierlinien. Alle Fenster sind mit Sandsteinumrahmungen ausgeführt.
Der frontseitige Zugang ist mit einem herrschaftlichen, etwa 8 Meter langem und 2,5 Meter breitem, Söller/Altan überdacht, der auf einer kleinen Kolonnade liegt. Das Gebäude ist von außen in einem mäßig guten Erhaltungszustand (2020).